# Zračna luka Rafsandžan
Zračna luka Rafsandžan (IATA kod: RJN, ICAO kod: OIKR) smještena je pokraj grada Rafsandžana u jugoistočnom dijelu Irana odnosno Kermanskoj pokrajini. Nalazi se na nadmorskoj visini od 1615 m. Zračna luka ima jednu asfaltiranu uzletno-sletnu stazu dužine 2991 m, a koristi se za tuzemne i regionalne letove. Vodeći zračni prijevoznik koji nudi redovne letove za Teheran-Mehrabad u ovoj zračnoj luci je Iran Aseman Airlines.

## Vanjske poveznice
- (engl.) DAFIF, World Aero Data: OIKR  Arhivirana inačica izvorne stranice od 17. svibnja 2021. (Wayback Machine)
- (engl.) DAFIF, Great Circle Mapper: RJN